# Wewak
Wewak è una città della Papua Nuova Guinea e capoluogo della provincia del Sepik Orientale. Situata a 10 metri s.l.m. sulla costa settentrionale dell'isola, conta 25 000 abitanti. È sede della diocesi cattolica di Wewak.

## Storia
Tra il 1943 e il 1945, durante la seconda guerra mondiale, Wewak ha ospitato la più grande base aerea del Giappone in Nuova Guinea. La base è stata sottoposta a ripetuti bombardamenti da parte di aerei australiani e statunitensi. Il 13 settembre 1945 a ovest del centro della città in una penisola nota come Capo Wom, si è verificata la resa delle forze giapponesi in Nuova Guinea: sul luogo è ancora oggi presente un memoriale. L'ex aeroporto giapponese è ancora in uso come Aeroporto Internazionale di Wewak (AYWK-WWK).
Nell'agosto del 1945 ci furono due processi tenuti a Wewak per mutilazioni e cannibalismo. Il primo Tenente Takehiro Tazaki venne condannato a morte (pena poi commutata a 5 anni di reclusione e lavori forzati), mentre l'altro imputato venne assolto.

## Geografia fisica

### Territorio
Il centro storico della città è situato su una piccola penisola, mentre il resto dell'area urbana occupa una stretta fascia di terra pianeggiante tra l'oceano e una catena montuosa che emerge a breve distanza nell'entroterra. A est del centro della città si trova il Boram Hospital, e il Wewak International Airport, anche conosciuto come Boram.
Alcune strade collegano Wewak a tre villaggi sul fiume Sepik: Angoram, Timbunke, e Pagwi, anche se non sono sempre in buone condizioni. Un'altra strada costiera si estende a ovest, collegando Wewak con le città costiere di Aitape e Vanimo, che è capoluogo della provincia di Sandaun.

### Clima
Il clima di Wewak è tropicale pluviale.